# Artamus cinereus
Artamus cinereus е вид птица от семейство Artamidae.

## Разпространение
Видът е разпространен в Австралия, Индонезия и Източен Тимор.